# Mario Eggimann
Mario Eggimann (Brugg, 24 gennaio 1981) è un allenatore di calcio ed ex calciatore svizzero, di ruolo difensore, vice allenatore del TV Darmsheim.

## Carriera

### Club
Dopo un lungo periodo nelle giovanili del FC Küttigen (1987-1998) si trasferì all'Aarau in cui militò per quattro stagioni.
Nel 2002 venne acquistato dal Karlsruhe, club di Zweite Liga. Nella stagione 2006-2007 fu eletto capitano, la stagione si concluse con la promozione in Bundesliga del club. Debuttò in Bundesliga il 12 agosto 2007 contro il Norimberga, partita vinta dal Karlsruhe per 2-0. Lascia il club dopo 6 stagioni dove collezionò 176 presenze e 18 gol in campionato.
Venne acquistato dall'Hannover 96 il 10 marzo 2008 per 1,4 milioni di euro, firmando un contratto fino al giugno 2013. Ha segnato il suo primo gol con la maglia dei Die Roten il 21 marzo 2009 nel 2-2 contro l'Hoffenheim.
Il 20 maggio 2013 viene annunciato il suo passaggio all'Union Berlino, valido dal 1º luglio successivo.

### Nazionale
È stato capitano della Nazionale svizzera under-21. Ha debuttato in Nazionale maggiore il 7 settembre 2007 contro il Cile.
Era presente nella prelista di 26 convocati per gli Europei 2008 ma poi non è stato inserito nella lista definitiva dei 23 convocati.

## Statistiche

### Presenze e reti nei club
Statistiche aggiornate al 1º luglio 2015.
| Stagione             | Squadra              | Campionato           | Campionato | Campionato | Coppe nazionali | Coppe nazionali | Coppe nazionali | Coppe continentali | Coppe continentali | Coppe continentali | Altre coppe | Altre coppe | Altre coppe | Totale | Totale |
| Stagione             | Squadra              | Comp                 | Pres       | Reti       | Comp            | Pres            | Reti            | Comp               | Pres               | Reti               | Comp        | Pres        | Reti        | Pres   | Reti   |
| -------------------- | -------------------- | -------------------- | ---------- | ---------- | --------------- | --------------- | --------------- | ------------------ | ------------------ | ------------------ | ----------- | ----------- | ----------- | ------ | ------ |
| 1998-1999            | Aarau                | SL                   | 6          | 0          | CS              | 0               | 0               | -                  | -                  | -                  | -           | -           | -           | 6      | 0      |
| 1999-2000            | Aarau                | SL                   | 4          | 0          | CS              | 0               | 0               | -                  | -                  | -                  | -           | -           | -           | 4      | 0      |
| 2000-2001            | Aarau                | SL                   | 30         | 0          | CS              | 0               | 0               | -                  | -                  | -                  | -           | -           | -           | 30     | 0      |
| 2001-2002            | Aarau                | SL                   | 35         | 2          | CS              | 0               | 0               | -                  | -                  | -                  | -           | -           | -           | 35     | 2      |
| Totale Aarau         | Totale Aarau         | Totale Aarau         | 75         | 2          |                 | 0               | 0               |                    |                    |                    |             |             |             | 75     | 2      |
| 2002-2003            | Karlsruher           | 2L                   | 24         | 4          | CG              | 1               | 0               | -                  | -                  | -                  | -           | -           | -           | 25     | 4      |
| 2003-2004            | Karlsruher           | 2L                   | 31         | 3          | CG              | 2               | 0               | -                  | -                  | -                  | -           | -           | -           | 33     | 3      |
| 2004-2005            | Karlsruher           | 2L                   | 25         | 1          | CG              | 3               | 0               | -                  | -                  | -                  | -           | -           | -           | 28     | 1      |
| 2005-2006            | Karlsruher           | 2L                   | 31         | 2          | CG              | 2               | 0               | -                  | -                  | -                  | -           | -           | -           | 33     | 2      |
| 2006-2007            | Karlsruher           | 2L                   | 32         | 3          | CG              | 1               | 1               | -                  | -                  | -                  | -           | -           | -           | 33     | 4      |
| 2007-2008            | Karlsruher           | BL                   | 33         | 5          | CG              | 2               | 0               | -                  | -                  | -                  | SG          | 1           | 0           | 36     | 5      |
| Totale Karlsruhe     | Totale Karlsruhe     | Totale Karlsruhe     | 176        | 18         |                 | 11              | 1               |                    |                    |                    |             | 1           | 0           | 188    | 19     |
| 2008-2009            | Hannover 96          | BL                   | 24         | 1          | CG              | 1               | 0               | -                  | -                  | -                  | -           | -           | -           | 25     | 1      |
| 2009-2010            | Hannover 96          | BL                   | 20         | 0          | CG              | 0               | 0               | -                  | -                  | -                  | -           | -           | -           | 20     | 0      |
| 2010-2011            | Hannover 96          | BL                   | 12         | 0          | CG              | 0               | 0               | -                  | -                  | -                  | -           | -           | -           | 12     | 0      |
| 2011-2012            | Hannover 96          | BL                   | 16         | 0          | CG              | 0               | 0               | UEL                | 8                  | 0                  | -           | -           | -           | 24     | 0      |
| 2012-2013            | Hannover 96          | BL                   | 22         | 1          | CG              | 2               | 0               | UEL                | 8                  | 1                  | -           | -           | -           | 32     | 2      |
| Totale Hannover 96   | Totale Hannover 96   | Totale Hannover 96   | 94         | 2          |                 | 3               | 0               |                    | 16                 | 1                  |             |             |             | 113    | 3      |
| 2013-2014            | Union Berlino        | 2L                   | 15         | 1          | CG              | 0               | 0               | -                  | -                  | -                  | -           | -           | -           | 15     | 1      |
| 2014-2015            | Union Berlino        | 2L                   | 2          | 0          | CG              | 0               | 0               | -                  | -                  | -                  | -           | -           | -           | 2      | 0      |
| Totale Union Berlino | Totale Union Berlino | Totale Union Berlino | 17         | 1          |                 | 0               | 0               |                    |                    |                    |             |             |             | 17     | 1      |
| Totale carriera      | Totale carriera      | Totale carriera      | 362        | 23         |                 | 14              | 1               |                    | 16                 | 1                  |             | 1           | 0           | 393    | 25     |

### Cronologia presenze e reti in Nazionale
| Cronologia completa delle presenze e delle reti in nazionale ― Svizzera | Cronologia completa delle presenze e delle reti in nazionale ― Svizzera | Cronologia completa delle presenze e delle reti in nazionale ― Svizzera | Cronologia completa delle presenze e delle reti in nazionale ― Svizzera | Cronologia completa delle presenze e delle reti in nazionale ― Svizzera | Cronologia completa delle presenze e delle reti in nazionale ― Svizzera | Cronologia completa delle presenze e delle reti in nazionale ― Svizzera | Cronologia completa delle presenze e delle reti in nazionale ― Svizzera |
| Data                                                                    | Città                                                                   | In casa                                                                 | Risultato                                                               | Ospiti                                                                  | Competizione                                                            | Reti                                                                    | Note                                                                    |
| ----------------------------------------------------------------------- | ----------------------------------------------------------------------- | ----------------------------------------------------------------------- | ----------------------------------------------------------------------- | ----------------------------------------------------------------------- | ----------------------------------------------------------------------- | ----------------------------------------------------------------------- | ----------------------------------------------------------------------- |
| 7-9-2007                                                                | Vienna                                                                  | Svizzera                                                                | 2 – 1                                                                   | Cile                                                                    | Amichevole                                                              | -                                                                       | 46’                                                                     |
| 11-9-2007                                                               | Klagenfurt                                                              | Svizzera                                                                | 3 – 4                                                                   | Giappone                                                                | Amichevole                                                              | -                                                                       | 87’                                                                     |
| 20-11-2007                                                              | Zurigo                                                                  | Svizzera                                                                | 0 – 1                                                                   | Nigeria                                                                 | Amichevole                                                              | -                                                                       |                                                                         |
| 6-2-2008                                                                | Londra                                                                  | Inghilterra                                                             | 2 – 1                                                                   | Svizzera                                                                | Amichevole                                                              | -                                                                       |                                                                         |
| 26-3-2008                                                               | Basilea                                                                 | Svizzera                                                                | 0 – 4                                                                   | Germania                                                                | Amichevole                                                              | -                                                                       |                                                                         |
| 11-10-2008                                                              | San Gallo                                                               | Svizzera                                                                | 2 – 1                                                                   | Lettonia                                                                | Qual. Mondiali 2010                                                     | -                                                                       | 46’                                                                     |
| 15-10-2008                                                              | Atene                                                                   | Grecia                                                                  | 1 – 2                                                                   | Svizzera                                                                | Qual. Mondiali 2010                                                     | -                                                                       |                                                                         |
| 19-11-2008                                                              | San Gallo                                                               | Svizzera                                                                | 1 – 0                                                                   | Finlandia                                                               | Amichevole                                                              | -                                                                       | 46’                                                                     |
| 16-6-2010                                                               | Durban                                                                  | Spagna                                                                  | 0 – 1                                                                   | Svizzera                                                                | Mondiali 2010 - 1º turno                                                | -                                                                       | 90+2’                                                                   |
| 11-8-2010                                                               | Klagenfurt                                                              | Austria                                                                 | 0 – 1                                                                   | Svizzera                                                                | Amichevole                                                              | -                                                                       | 46’                                                                     |
| Totale                                                                  |                                                                         | Presenze                                                                | 10                                                                      |                                                                         | Reti                                                                    | 0                                                                       |                                                                         |